# شهرستان آبیتیبی-وست
شهرستان آبیتیبی-وست (به انگلیسی: Abitibi-Ouest Regional County Municipality) در کانادا با جمعیت ۲۱٬۰۰۳ نفر است که در ابیتیبی-تمیسگامینتو واقع شده‌است.